# 後の雨運動
後の雨運動（のちのあめうんどう、英語：Latter Rain Movement）は、旧約聖書の『ヨエル書』の2章の実現を信じる運動。始めの雨を初代教会のペンテコステとし、現代を後の雨とする。後のカリスマ運動につながった。
カナダのノース・バトルフォードにあるシャーロン孤児院を出発点とする。1948年にリバイバルが起こり、御霊の賜物が活性化されたという。ジョージ・ホーティン、フレッド・ポールを指導者とした。
プレイズ、ダンス、手を置く祈りなどの強調点がカリスマ運動に引き継がれた。またデトロイトの「後の雨運動」のセンターは、後にカリスマ運動の拠点になるなどして、カリスマ運動に吸収されていった。
アメリカ国内ではこの運動は過去の物として扱われたり、カリスマ運動の一部として扱われたり、教義の違いのために一線を引かれたりされている場合がある。特にこの運動の中心であったウィリアム・ブラナムとその信者たちはブラナミート（w:Branhamism）として特別に区別されることがある。これらの理由で後の雨運動が大きく取り上げられることは少ない。
日本では、後の雨運動の影響を受けたサンアントニオの国際バイブル・カレッジ（International Bible College）やポートランドのポートランド・バイブル・カレッジの卒業生達が宣教師として使わされた事や彼らの影響を受けた指導者がペンテコステ派に多く存在するため、後の雨運動の影響を少なからずとも受けている。また、日本のペンテコステ派に影響を残したクート宣教師も後の雨運動に加わっていた。
実際、ペンテコステ・カリスマ派の集まりであるペンテコステ親交会の教役者大会の講師として、頻繁に後の雨運動に影響された伝道者が招かれている。

## 参考書籍
- 『リバイバルの源流を辿る』尾形守